# Dettmar Cramer
Dettmar Cramer (ur. 4 kwietnia 1925 w Dortmundzie, zm. 17 września 2015 w Reit im Winkl) – niemiecki trener piłkarski, który w 1975 i 1976 roku poprowadził Bayern Monachium do dwukrotnego zdobycia Pucharu Europy. Cramer uważany jest za ojca nowoczesnego futbolu w Japonii i za swoje zasługi otrzymał Order of the Sacred Treasure 3. klasy.